# Ungleicher Furchenwalzkäfer
|                       |                                                   |
| Abb. 1: Aufsicht      | Abb. 2: Kopf von vorn                             |
|                       |                                                   |
| Abb. 3: Seitenansicht | Abb. 4: Kopf und Brustschild                      |
|                       |                                                   |
| Abb. 5: Unterseite    | Abb. 6: A: Unterkiefer B: Oberlippe C: Oberkiefer |

Der Ungleiche Furchenwalzkäfer (Rhysodes sulcatus) ist ein Käfer aus der Familie der Runzelkäfer (Rhysodidae). Die weltweit verbreitete Gattung Rhysodes ist in Europa nur mit der Art Rhysodes sulcatus vertreten, da die ehemalige Art Rhysodes germari heute als Omoglymmius germari geführt wird. Insgesamt sind die Runzelkäfer in Europa mit nur drei Arten vertreten, die sich in der Furchung des Halsschildes deutlich voneinander unterscheiden.
Der Gattungsname Rhysodes (von altgr.  ρυσώδης „rhyssōdes“ für „gerunzelt“) sowie der Artname sulcātus  (lat.  gefurcht) beziehen sich auf die auffälligen Furchen auf Kopf und Halsschild. Die Art wird im Anhang II der Richtlinie 92/43/EWG (Fauna-Flora-Habitat-Richtlinie) geführt.

## Merkmale des Käfers
Der längliche Käfer wird um die sieben Millimeter lang. Kopf und Halsschild sind markant gefurcht. Der gesamte Körper ist rotbraun matt glänzend.
Der dreieckige Kopf zeigt nach vorn. An der breitesten Stelle liegen seitlich die Augen. Sie sind aus relativ wenig Einzelaugen zusammengesetzt und erscheinen deswegen grob facettiert. Hinten ist der Kopf deutlich zu einem Hals abgeschnürt. Die Mundwerkzeuge sind nach unten vom dreizähnigen Kinn abgedeckt, nur die Spitzen der gelblichen Taster überragen den Kopfumriss. Die elfgliedrigen Fühler besteht aus etwa gleich großen kugeligen Gliedern, nur das Endglied ist eiförmig und zugespitzt. Sie sind seitlich am Kopf eingelenkt. Die Oberseite des Kopfes ist durch zwei tiefe Furchen, die in der Mitte grubenartig verbreitert sind, in je eine backenförmige Erhöhung über den Augen und eine längliche zentrale Schwiele unterteilt.
Der glockenförmige Halsschild (Abb. 4) ist vorn wenig breiter als der Hals, hinten so breit wie die Flügeldeckenbasis, die größte Breite liegt etwa auf halber Höhe. An seiner markanten Furchunglassen sich die drei europäischen Vertreter der Runzelkäfer klar unterscheiden. Beim Ungleichen Furchenwalzkäfer reicht die mittlere Furche von der Basis bis zum Vorderrand des Halsschildes und verbreitert sich dort etwas. Auf beiden Seiten der Mittelfurche liegt eine parallele Furche. Bei Rhysodes sulcatus beginnt diese breit an der Halsschildbasis und läuft in der vorderen Hälfte des Halsschildes spitz aus. Bei Omoglymmius germani dagegen ist sie wesentlich länger, etwa so lang wie die Mittelfurche. Bei Clinidium canaliculatum sind die seitlichen Furchen kurz.
Die Seiten der Flügeldecken verlaufen größtenteils parallel, die Schultern sind abgerundet. Am Ende sind die Flügeldecken gemeinsam etwa halbkreisförmig abgerundet. Sie tragen sieben Reihen aus groben runden Punkten, die Zwischenräume bilden Rippen. Am Flügeldeckenende ist über der siebten Punktreihe ab Beginn der Flügeldeckenrundung eine verkürzte weitere Punktreihe vorhanden. Das Schildchen ist sehr klein.
Die Hüften aller drei Beinpaare sind weit voneinander getrennt (Abb. 5). Die Beine sind kurz und kräftig, die schmalen Tarsen alle fünfgliedrig. Die ersten vier Glieder sind gleich groß und relativ klein, das Klauenglied ist noch schwächer, die Klauen sind ungezähnt. Von unten sind sechs Hinterleibssegmente erkennbar. Das erste ist nur teilweise zwischen und neben den Hinterhüften sichtbar, das erste bis dritte Abdominalsternit miteinander verwachsen und nur durch je eine undeutliche Naht voneinander getrennt. Die Hinterschienen der Männchen sind an der Spitze gezähnt.

## Biologie
Die Art entwickelt sich in alten stehenden oder liegendem toten Laub- und Nadelbäumen mit hoher Feuchtigkeit, insbesondere Eiche und Buche. Sie wird als Zeigerart für einen stabilen ursprünglichen Mischwald mit einem hohen Anteil an Totholz eingestuft (Urwaldrelikt). Die neuen Imagines findet man in Polen im späten Juli und im August. Danach verkriechen sie sich unter Rinde oder in den Fraßgängen anderer Holzinsekten.
Paarung und Eiablage erfolgen im folgenden Frühjahr. Die Larven ernähren sich von verfaulendem Holz (saproxylophag). Die Verpuppung findet im Juli statt. Die Puppenwiege ist mit dünnen und kurzen Holzfasern ausgekleidet. Die Häutung zur Imago findet nach zwei bis drei Wochen statt. Die Entwicklung ist vermutlich zweijährig.

## Gefährdung und Schutz
Das Vorkommen der Art ist stark rückläufig. Als Grund sieht man die weitgehende Entfernung von Alt- und Totholz aus Wirtschaftswäldern. Entsprechend wird empfohlen, besonders in Gebieten, in denen der Käfer gefunden wurde, stehendes und liegendes Totholz im Wald zu belassen. Im Kerngebiet sollten übergangsweise zur besseren Durchlichtung kleinere Bäume entfernt werden.

## Verbreitung
Von den drei europäischen Arten der Unterfamilie Rhysodinae ist der Ungleiche Furchenwalzkäfer hier am weitesten verbreitet. Dabei sind die meisten Meldungen alt und der Lebensraum dieses Urwaldrelikts wird immer mehr eingeengt. Gemeldet ist die Art von Spanien bis in den Süden des europäischen Teils von Russland, sie fehlt jedoch in Großbritannien, den Beneluxstaaten, Dänemark, Norwegen, einigen mitteleuropäischen (Schweiz, Österreich) und den meisten südeuropäischen Ländern.
In Deutschland wurde er vor 1900 zum letzten Mal gefunden und ist seitdem verschollen.